# 7263 Такаямада
7263 Такаямада (7263 Takayamada) — астероїд головного поясу, відкритий 21 лютого 1995 року.
Тіссеранів параметр щодо Юпітера — 3,702.
Названо на честь Таки Ямади (яп. たか・やまだ(たか山田) така ямада).